# Ludus litterarius
El ludus litterarius era el término con que en la antigua Roma se designaba a la escuela elemental comprendida entre los 7 y 11/12 años.
De pequeños podían tener un maestro en casa (magister institutor litterarum), que generalmente era un esclavo o liberto griego o bien ir a una escuela donde les enseñaba el ludi magister llevados por un esclavo (pædagogus) que después también les repasaba las lecciones en casa.
El niño aprendía con un ludi magister a leer, escribir y cálculo elemental. La disciplina era severa, pero los niños jugaban con letras de madera o marfil y con ellas aprendían a leer y a escribir. Por eso a esta escuela le llaman «juego» (ludus) y el maestro era el magister ludi. La escuela se situaba en un pequeño cuarto (taberna, pergula), en una cabaña o en el jardín (según el tiempo y las posibilidades). El maestro tenía una silla (cathedra) o un taburete (sella). Los niños se sentaban en escaños (subsellia).
Los instrumentos de trabajo eran unas tablas enceradas (tabulæ, ceræ) en las que rascaban con punzones (stilus) que por un lado eran puntiagudos y por otro acababan en una espátula con la que se alisaba la cera y así quedaba lista para volver a escribir en ella (stilum vertere).
La escuela comenzaba alrededor de las seis de la mañana y terminaba justo después del mediodía.
En todo este proceso, el ejercicio de la memoria y de la voluntad por el esfuerzo y repetición de actos era el cauce prioritario del aprendizaje.